# Chutes Waimoku
Les  chutes Waimoku (en anglais : Waimoku Falls) sont des chutes d'eau américaines situées sur l'île de Maui, à Hawaï. Elles sont protégées au sein du parc national de Haleakalā.